# Lepidochrysops orontius
Lepidochrysops orontius är en fjärilsart som beskrevs av Gustaaf Hulstaert 1924. Lepidochrysops orontius ingår i släktet Lepidochrysops och familjen juvelvingar. Inga underarter finns listade i Catalogue of Life.